# Carl-Erik Grimstad

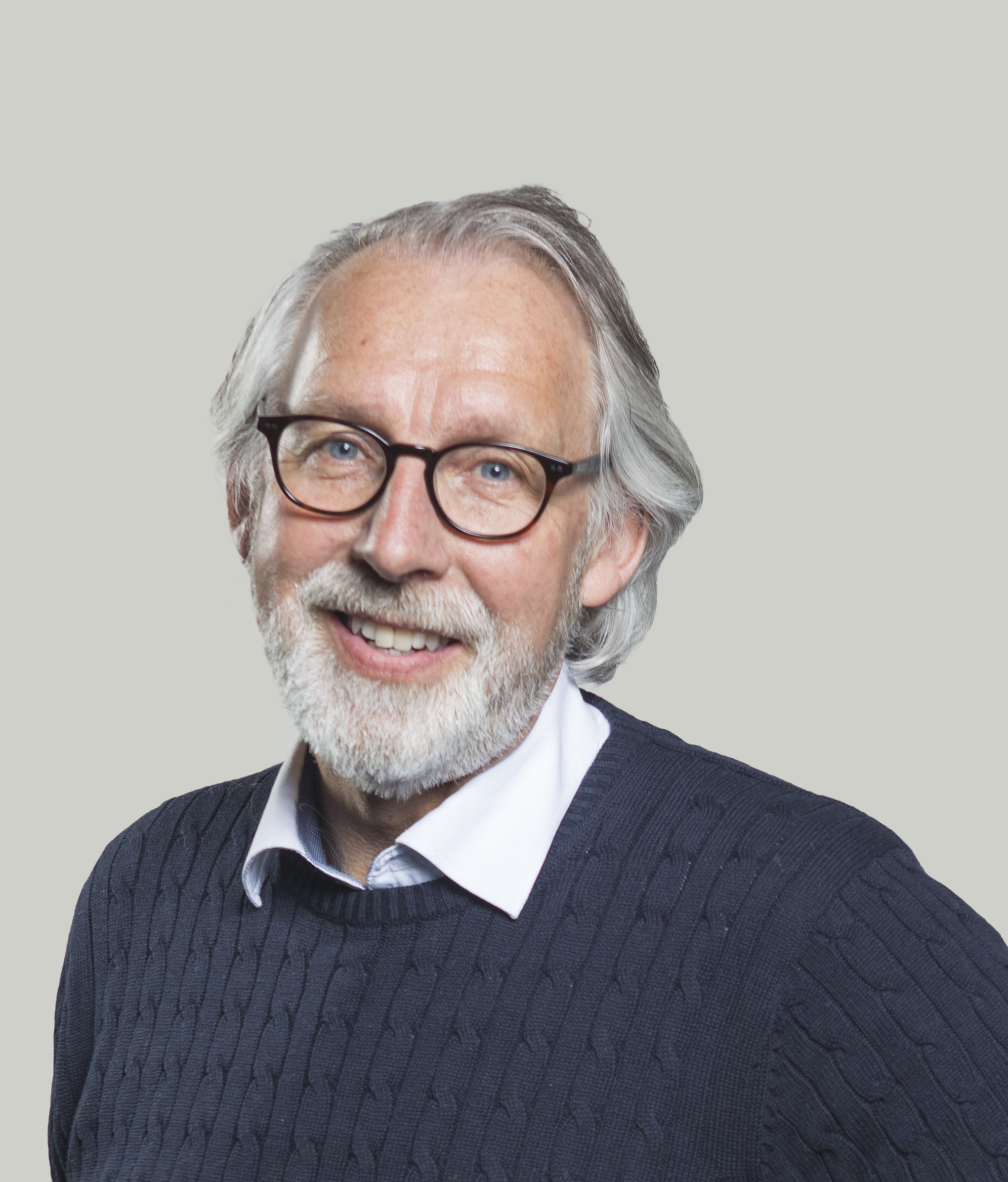
Carl-Erik Grimstad, 2015

Carl-Erik Grimstad (* 17. September 1952 in Fredrikstad) ist ein norwegischer Journalist, Schriftsteller und Politiker der sozialliberalen Partei Venstre. Von 2017 bis 2021 war er Abgeordneter im Storting.

## Leben
Grimstad studierte Politikwissenschaften an der Universität Oslo und arbeitete als Journalist, Schriftsteller und Berater. In den Jahren 1985 und 1986 fungierte er als Presseoffizier der norwegischen Einheit der United Nations Interim Force in Lebanon (UNIFL). Von 1990 bis 1993 war er für das norwegische Königshaus tätig. Im Jahr 1994 gab er das Buch Bak fasaden: historien om den kongelige væremåten heraus, in welchem er über das Königshaus berichtete. Grimstad schrieb weitere Bücher, so etwa das 2000 erschienene Buch Hva brast så høyt?, in dem er sich mit der Frage nach der Notwendigkeit eines Königshauses auseinandersetzt. Bis 2017 war er als Medienforscher an der privaten Hochschule Høyskolen Kristiania tätig.
Im Jahr 2015 wurde Grimstad Mitglied im Kommunalparlament von Tjøme und wurde stellvertretender Bürgermeister. Bei der Parlamentswahl 2017 zog er in das norwegische Nationalparlament Storting ein. Dort vertrat er den Wahlkreis Vestfold und war bis Januar 2020 Mitglied im Gesundheits- und Pflegeausschuss. Zum 30. Januar 2020 wechselte er in den Ausschuss für Familie und Kultur. Im September 2020 kehrte er in den Gesundheits- und Pflegeausschuss zurück. Bei der Wahl 2021 verpasste er den erneuten Einzug ins Storting.